# Natural (canção)
"Natural" é uma canção da banda americana Imagine Dragons, cujos membros co-escreveram a canção juntamente com Justin Tranter e Robin Fredriksson, e produzido por Mattman & Robin. Foi lançado pelas gravadoras Kidinakorner e Interscope Records em 17 de julho de 2018, servindo como o single principal do quarto álbum de estúdio da banda, Origins (2018), bem como o tema sazonal do ESPN College Football 2018. Tornou-se a quinta canção número um da banda na Billboard Hot Rock Songs dos Estados Unidos.

## Antecedentes
O vocalista Dan Reynolds observou que "Natural" é "encontrar-se, estar disposto e ser capaz de enfrentar qualquer adversidade que surgir no seu caminho". Ele anunciou a canção em um comunicado de imprensa da seguinte maneira: "Viver em um mundo 'cão-come-cão' pode trazer à tona o pior de você e, às vezes, o melhor. Seria uma mentira dizer que eu não me tornei um pouco cético sobre algumas coisas na última década da minha vida. No entanto, acredito que quando você realmente aprende a se amar, os olhos julgadores e as palavras odiosas ficam sem sentido".
A canção foi escolhida pela ESPN como o tema da temporada de 2018 do College Football. É a segunda vez que uma canção do Imagine Dragons foi escolhida, a primeira sendo "Roots" em 2015. "'Natural' incorpora a energia, o espírito e o drama da jornada de cada equipe ao College Football Playoff e foi por isso que foi escolhido como tema deste ano", disse Emeka Ofodile, vice-presidente de marketing esportivo da ESPN. Também faz parte da trilha sonora de NHL 19, da EA Sports.

## Recepção da crítica
Markos Papadatos, do Digital Journal, considerou "Natural" uma "canção bem trabalhada e bem produzida", escrevendo que "a voz de Reynolds é impressionante, crua e poderosa", e que a canção "ganha dois polegares para cima". Sam Tornow, da Billboard, descreveu a canção como "feroz", enquanto Mike Wass, da Idolator, nomeou "Natural" como um "hino pronto para o rádio", esperando que fosse "mais um sucesso" após o sucesso do terceiro álbum de estúdio da banda, Evolve (2017). Tiana Timmerberg, da Radio.com, chamou a canção de "enérgica e inspiradora", considerando sua letras como "positivas e poderosas".